# Aquafan
Aquafan ist ein Wasserpark in Riccione, Italien. Mit einem Areal von 100.000 m² ist er der größte Wasserpark Europas. Der Park hat mehr als 3 km Gesamtlänge an Wasserrutschen. Er wurde 1987 eingeweiht. Bekannte Attraktionen von Aquafan sind u. a. Speedriul oder Extreme River.